# Glasmattenverstärkter Thermoplast
Glasmattenverstärkter Thermoplast (GMT) ist ein Kunststoff, bei dem Glasfasermatten durch einen thermoplastischen Kunststoff miteinander verklebt und umhüllt werden.

## Herstellung
Zwei Glasfasermatten, die auf zwei Rollen vorgefertigt gelagert sind, werden auf ein Doppelband geleitet. Zwischen diese Laminatmatten wird mit Hilfe eines Extruders ein Thermoplast eingespritzt. Wieder beidseitig wird die entstandene Matte mit einer Thermoplastfolie umschlossen. Das Doppelband fungiert gleichzeitig als Presse (eine sogenannte Doppelbandpresse), an deren Anfang ein Heizaggregat eingebaut ist (Heizkaschier-Zone), der dann ein Kühlaggregat folgt. Am Ende des Bandes kommt dann das fertige Plattenmaterial raus, das als Halbzeug weiterverwendet werden kann.

## Weiterverarbeitung
Bei einer GMT-Bauteil-Fertigung werden vorgefertigte Zuschnitte (kalt) in einem Mehrzonen-/Infrarotheizofen oder, um eine bessere Temperaturverteilung im Werkstück zu erreichen, in einem Umluftofen erhitzt. Diese Zuschnitte können dann per Roboter oder manuell in eine Presse mit Werkzeug (ca. auf 40 °C temperiert) eingelegt werden. Diese presst das Halbzeug in die gewünschte Form zu einem Werkstück.

## Advanced GMT
Um diese Technologie auch bei höher beanspruchten Bauteilen nutzen zu können, gibt es GMT, in denen die Glasfasern durch Kohlenstofffaser ersetzt werden, die sogenannten Advanced GMT. Diese können in der Presse besser platziert werden und so die Kräfte ideal aufnehmen.